# Phallusia
Phallusia is een geslacht van zakpijpen uit de familie van de Ascidiidae.

## Soorten
- Phallusia aperta (Sluiter, 1904)
- Phallusia arabica Savigny, 1816
- Phallusia barbarica Kott, 1985
- Phallusia caguayensis (Millar & Goodbody, 1974)
- Phallusia depressiuscula (Heller, 1878)
- Phallusia fragilis Bonnet & Rocha, 2011
- Phallusia fumigata (Grube, 1864)
- Phallusia ingeria Traustedt, 1883
- Phallusia julinea Sluiter, 1915
- Phallusia koreana Traustedt, 1885
- Phallusia kottae (Monniot F. & Monniot C., 1996)
- Phallusia mammillata (Cuvier, 1815)
- Phallusia millari Kott, 1985
- Phallusia monachus Savigny, 1816
- Phallusia nigra Savigny, 1816
- Phallusia obesa (Herdman, 1880)
- Phallusia philippinensis Millar, 1975
- Phallusia polytrema (Herdman, 1906)
- Phallusia recifensis (Millar, 1977)
- Phallusia suensonii Traustedt, 1885

Niet geaccepteerde soort:
- Phallusia colleta  (Monniot C. & Monniot F., 1970) => Ascidia colleta Monniot C. & Monniot F., 1970